# Sarov
Sarov (en ruso: Саро́в) es una ciudad cerrada en la óblast de Nizhni Nóvgorod, en Rusia. Fue conocida como Arzamás-16 (Арзама́с-16) de 1946 a 1991 y como Kremliov (Кремлёв) hasta 1995. En ella se llevan a cabo trabajos de investigación nuclear. Su población en 2010 era de 92.047 habitantes.

## Historia
La historia de la ciudad puede dividirse en dos períodos diferenciados. Antiguamente era conocida como uno de los lugares sagrados de la Iglesia Ortodoxa Rusa debido a que su monasterio proporcionó a Rusia uno de sus santos más reconocidos, Serafín de Sarov. A partir de la década de 1940, se convirtió en el centro de investigación y producción de armas nucleares del país.
Los primeros asentamientos humanos en el área alrededor de Sarov, llevados a cabo por los mordvinos, se remontan al menos a los siglos XII y XIII. En 1298, la localidad fue conquistada por los tártaros.
La ciudad moderna toma su nombre del monasterio de Sarov, situado junto al río del mismo nombre. En 1664, el monje ortodoxo Teodosio se instaló por primera vez en la colina Sarov. La primera vivienda de la Iglesia de Sarov fue fundada en 1706 y San Serafín vivió en el lugar de 1778 a 1833. En 1904, el monasterio fue visitado por el zar Nicolás II y otros miembros de la familia real; por aquel entonces, el monasterio tenía nueve iglesias, una de ellas bajo tierra, y unos 320 monjes residiendo en él.
En 1923 el monasterio fue cerrado y un gran número de monjes fueron ejecutados por los bolcheviques. Durante la Segunda Guerra Mundial, las construcciones del monasterio fueron usadas como fábricas de misiles para los lanzamisiles BM-13 «Katiusha».
En 1946 fue construida una instalación de diseño de armas nucleares conocida en Occidente bajo el acrónimo VNIIEF. A partir de este momento Sarov se convirtió en una ciudad cerrada y fue eliminada de todos los mapas no confidenciales. En 1954 consiguió el estatus de ciudad. Pasó a llamarse Arzamás-16, nombre que conservó hasta 1995 cuando Borís Yeltsin, a petición de los pobladores, le devolvió el nombre de Sarov.

## Personajes célebres
- Oleg Taktarov, peleador de artes marciales mixtas.

## Ciudades hermanadas
- Los Álamos, Nuevo México, Estados Unidos.
- Novi Afon, Abjasia (de iure Georgia).